# Ingrid – En döds kärlekssaga
Ingrid – En döds kärlekssaga – Skådespel i tre akter och epilog är en pjäs av Alfhild Agrell, aldrig spelad men utgiven i bokform 1900 på Skoglunds bokförlag. 2012 utgavs den som en del av samlingen Dramatiska arbeten, som innehåller Agrells samlade dramatiska produktion.

## Handling
Ingrid är nybliven änka och bor hos sin döde makes bröder, kapten och assessor von Holst. Under det följande sorgeåret reser hon till Schweiz där hon möter en man och passion uppstår dem emellan. Han bedyrar att söka upp henne inom ett år om hans känslor inte svalnat. Året går till ända och Ingrid väntar med förhoppning om att han ska höra av sig.
von Holsts väntar besök av Kurt Lind och dennes hustru. Kurt visar sig vara samma man som Ingrid träffade i Schweiz. Hon kastar sig i hans armar i tron att han har kommit dit för hennes skull. Kurt tvingas avslöja att han är gift och har barn, men att han ändå inte glömt Ingrid.
Ingrid drar sig tillbaka för att fundera över situationen som uppstått. Hon meddelar sitt beslut att hon tänker låta plikten gå före känslan och inte låta Kurts familj splittras. Ingrid reser sin väg och Kurt ligger kvar på golvet med kraftig huvudvärk.
Handlingen flyttas därefter sju år framåt i tiden till Sorrento där Ingrid får veta att Kurt aldrig blivit lycklig tillsammans med sin hustru. Var Ingrid ett offer för Kurts lycka och hans familjs harmoni förgäves?

## Personer
- Ingrid, änka efter hovrättsrådet Adolphson
- Kapten von Holst, Ingrids halvsvåger
- Assessor von Holst, Ingrids halvsvåger
- Mormor
- Emy, Ingrids vän
- Kurt Lind, ingenjör och gymnast
- Maj, hans hustru.
- Halfdan Halfdanson, medicine kandidat och Ingrids kusin.
- Jansson, betjänt
- Hulda, tjänare

## Om pjäsen
Några recensenter ansåg att pjäsen var influerad av Henrik Ibsen och ansåg att epilogen förde tankarna till Naar vi döde vaagner.

## Mottagande
De flesta kritiker var positiva till Ingrid – En döds kärlekshistoria. Anmälaren i Aftonbladet ansåg att pjäsen var Agrells bästa och tyckte att den var säkert byggt, hade karaktäristisk dialog med fina vändningar och väl tecknade rollfigurer. Svenska Dagbladets Tor Hedberg uttryckte stor uppskattning över porträttet av Ingrid som han ansåg vara en ny kvinnotyp, en blandning av kvinnolitteraturens indignationskvinna och romantikens uppoffrande kvinna. Anmälaren i Göteborgs-Posten uttryckte också uppskattning över Ingrid och ansåg att handlingen var koncentrerad och dialogen ledigt flytande. Likt Hedberg uttnämnde recensenten Ingrid till en ny kvinnotyp: den keyska framtidskvinnan. Även Nya Dagligt Allehanda berömde pjäsen och skrev att den var ett "...skådespel, hvars scener i själfva verket utveckla sig med djupaste naturlighet och koncentreradt aflösa hvarandra. Där finnas scener af den mest ypperliga verkan och en dialog som aldrig är konstlad eller onaturlig. /.../ Där finnas repliker, som kasta ett slagljus öfver fördolda rum i qvinnosjälen, repliker som blott en qvinnas intuitiva instinkt kunna lägga i en qvinnas mun."
Den enda på det hela taget negativa recensionen stod Göteborgs Handels- och Sjöfartstidning för som menade att dramat var ett tröttsamt omtuggande av äktenskapsproblemet.